# Janina Mierzecka

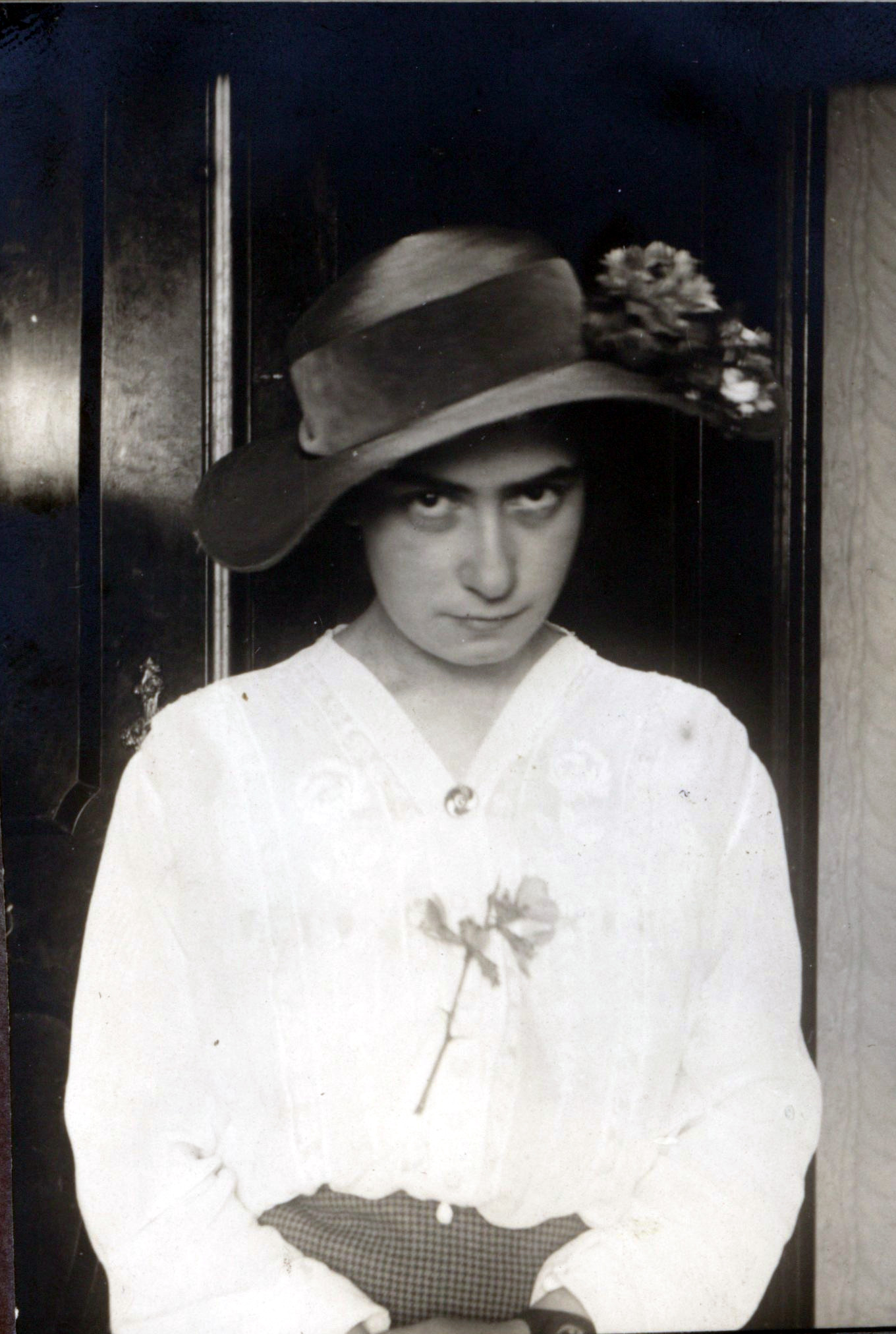
Janina Mierzecka, 1913

Janina Mierzecka (4. července 1896, Lvov – 26. února 1987, Varšava) byla polská fotografka a grafička.

## Životopis
Mierzecka zpočátku chodila na hodiny kreslení do C. K. Průmyslové školy pod vedením prof. Zygmunta Rozwadowséhoi a prof. Edwarda Pietsche. Absolvovala také kurz kreslení pro děti, po kterém učila kreslení na soukromé základní škole. Své umělecké zájmy rozdělovala mezi hudbu a výtvarné umění. Poté se soustředila na hru na klavír a v roce 1918 složila státní hudební zkoušku na konzervatoři ve Lvově. Od roku 1920 navštěvovala dva roky přednášky profesora Adolfa Chybińského z hudebních věd.
Zpočátku s fotografováním experimentovala sama. Fotografii se začala učit 1. ledna 1925 pod vedením Henryka Mikolasche. Brzy spolu začali provozovat fotografický ateliér a samotná Mierzecka v témže roce získala diplom profesionálního fotografa a místo v představenstvu Lvovské fotografické společnosti. Od té doby měla možnost poprvé veřejně ukázat svá díla na 9. výstavě umělecké fotografie ve Lvově. V roce 1926 pořídila fotografie Michaliny, manželky prezidenta Ignacyho Moścického, a portréty členů rodiny maršála Józefa Piłsudského. Poté, aby obohatila své umělecké dovednosti, začala navštěvovat hodiny grafiky u profesora Ludwika Tyrowicze.
Koncem 20. let 20. století začala pořizovat dokumentární fotografie lidské ruky, určené k zaznamenání změn a poškození v závislosti na provedené práci. Fotografie z této kolekce byly vystaveny v Ženevě, Budapešti, Londýně a Tokiu.
V roce 1933 byla přijata za řádnou členku Polského fotoklubu. V roce 1934 byla oceněna medailí na 4. mezinárodní fotografické výstavě v Curychu.
V roce 1940 začala pracovat v Muzeu uměleckého průmyslu ve Lvově, kde organizovala, identifikovala a dokumentovala fotografie. V roce 1945 se přestěhovala do Varšavy, kde pracovala jako fotografka v Národním muzeu. Kromě tvorby reprodukcí, včetně obrazu Jana Matejky Bitva u Grunwaldu a sochy Zikmunda III. Vasy, dokumentovala také zničení hlavního města válkou a v roce 1947 se stala jednou ze spoluzakladatelek Svazu polských uměleckých fotografů.
V roce 1949 se přestěhovala do Vratislavi, kde začala pracovat v Národním muzeu a Lékařské akademii a vedla zde vlastní fotografické ateliéry. V té době se také stala komisařkou 2. výstavy fotografií Vratislavské fotografické společnosti. O rok později se stala předsedkyní tehdejší vratislavské pobočky Polské fotografické společnosti (v současnosti Dolnoslezský svaz uměleckých fotografů a audiovizuálních tvůrců). V roce 1954 přestala pracovat v muzeu. Poté prováděla zakázky pro Národní ústav Ossolińských. V roce 1959 vyšla její učebnice Fotografia zabytków i dzieł sztuki (Fotografie památek a uměleckých děl), do které vložila své zkušenosti z fotografické dokumentace uměleckých předmětů. V roce 1961 vyšla kniha Stary i nowy Wrocław (Stará a nová Vratislav), jejíž součástí byly její fotografie. V roce 1970 se přestěhovala do Varšavy, ale další dva roky dokumentovala změny probíhající v městské zástavbě Vratislavi. Posledním velkým projektem, kterého se ujala, bylo nafocení 100 fotografií pro Historii Chin (Historii Číny) Witolda Rodzińského. V roce 1981 vydalo Wydawnictwo Literackie v Krakově Memoáry Janiny Mierzecké - Całe życie z fotografią (Celý život s fotografií). Zemřela v roce 1987.
Značný počet děl Janiny Mierzecké je ve Vratislavském muzeu architektury. Dne 24. prosince 1977 byly převzaty a zapsány do inventáře muzea. Pozůstalost zahrnuje 522 negativů a vyvolané referenční fotografie, především z 50. let. 60. a 70. Významnou součástí jsou fotografie Vratislavi. Mierzecka pořídila fotografie, které měly převážně dokumentační a inventární charakter. Její série fotografií zahrnuje pohledy na katedrálu svatého Jana Křtitele a Ostrów Tumski, Staré město s radnicí a také další kostely ve Vratislavi. Sbírka obsahuje také fotografie pořízené v kostelech v Dolním Slezsku a dalších polských městech. Kromě toho má muzeum značné množství fotografií z jejích zahraničních cest do Belgie, Jugoslávie, Egypta, Libanonu, Turecka, Řecka, Itálie, východního Německa, Rumunska, Švédska, Bulharska, Maďarska a Československa. Malou část sbírky tvoří fotografie z doby před válkou. Patří mezi ně fotografie Zamośće z let 1925–1926, oblasti Zbaraż z roku 1935, Krynice z roku 1937 a Vilniusu z roku 1939.
Janina Mierzecka byla manželkou slavného dermatologa Henryka Mierzeckiho, se kterým vyvinula sérii "Working Hand". Měla dvě děti, syna Romana Mierzeckiho a dceru Aleksandru Mierzeckou-Garlickou, také fotografku. Janina Mierzecka odpočívá na evangelicko-augsburském hřbitově (třída 29, hrob 60).

## Samostatné výstavy
- 1929 Varšava, Lvov
- 1930 Chicago, New York
- 1931 Lvov
- 1935 ve Varšavě
- 1976 Varšava, retrospektivní výstava díla Mierzecké

V roce 2008 se v Národní galerii umění Zachęta ve Varšavě konala výstava Polské fotografky 20. století, která představila tvůrčí počiny padesáti polských dokumentaristek od 70. let 20. století, kde byly také prezentovány fotografie Mierzecké. Mezi dalšími vystavujícími byly například: Małgorzata Apathy,
Anna Beata Bohdziewicz,
Anna Brzezińska-Skarżyńska,
Anna Chojnacka,
Zofia Chomętowska,
Maria Chrząszczowa,
Maria Antonina Czaplicka,
Irena Elgas-Markiewicz,
Krystyna Gorazdowska,
Helena Hartwigová,
Joanna Helander,
Wanda Herse,
Halina Holas-Idziakowa,
Irena Jarosińska-Małek,
Irena Kummant-Skotnicka,
Krystyna Łyczywek,
Bożena Michalik,
Maria Kietlińska,
Janina Mokrzycka,
Anna Musiałówna,
Zofia Nasierowska,
Fortunata Obrąpalska,
Julia Pirotte,
Danuta Rago,
Jadwiga Rubiś,
Zofia Rydet,
Jadwiga Wolska nebo
Bolesława Zdanowska.

## Galerie
V roce 1961 vyšla kniha Stary i nowy Wrocław (Stará a nová Vratislav), jejíž součástí byly její fotografie:

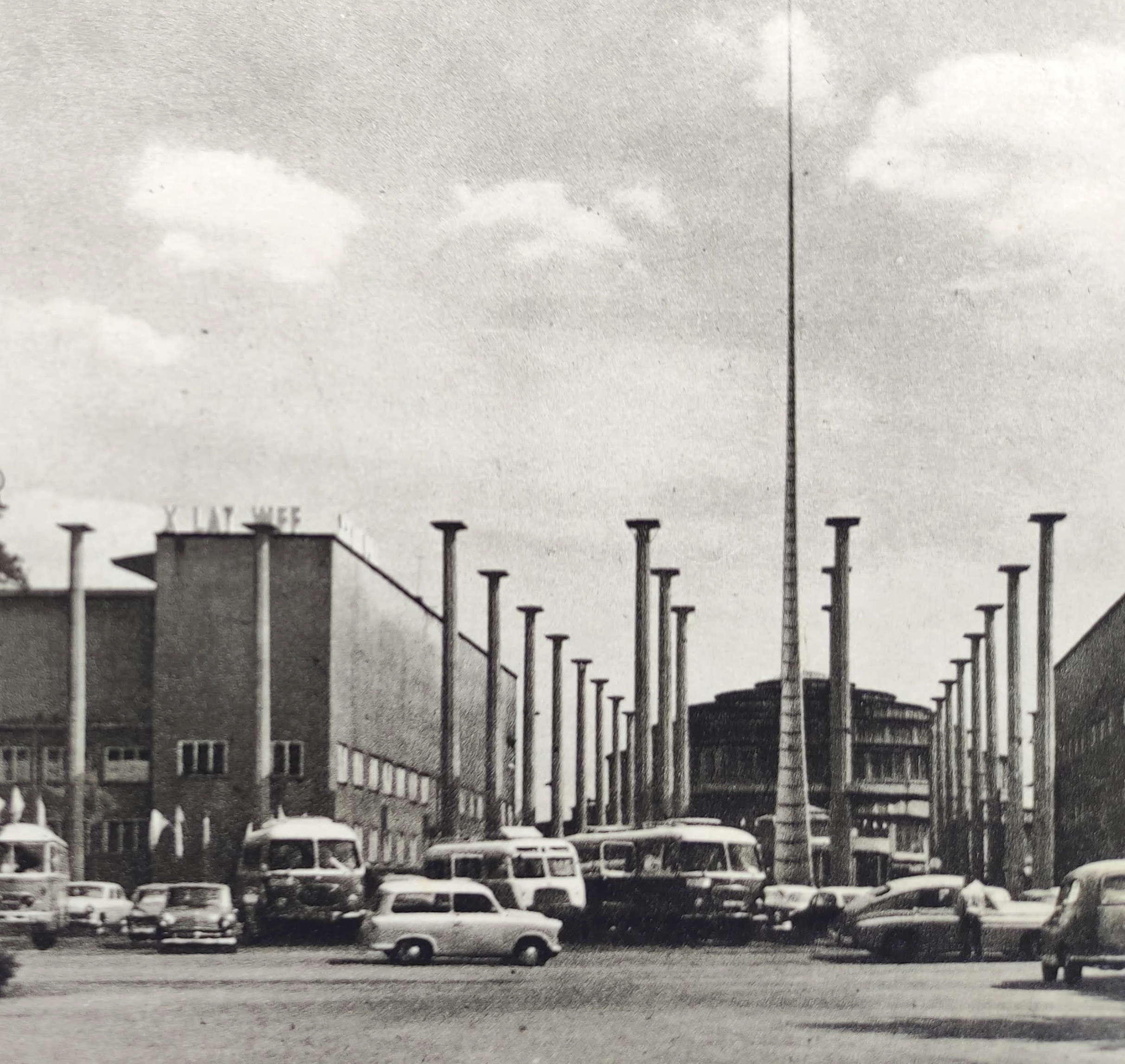
Wrocław stary i nowy, Janina Mierzecka, Zakład Narodowy im. Ossolińskich, Wrocław-Warszawa-Kraków, 1961
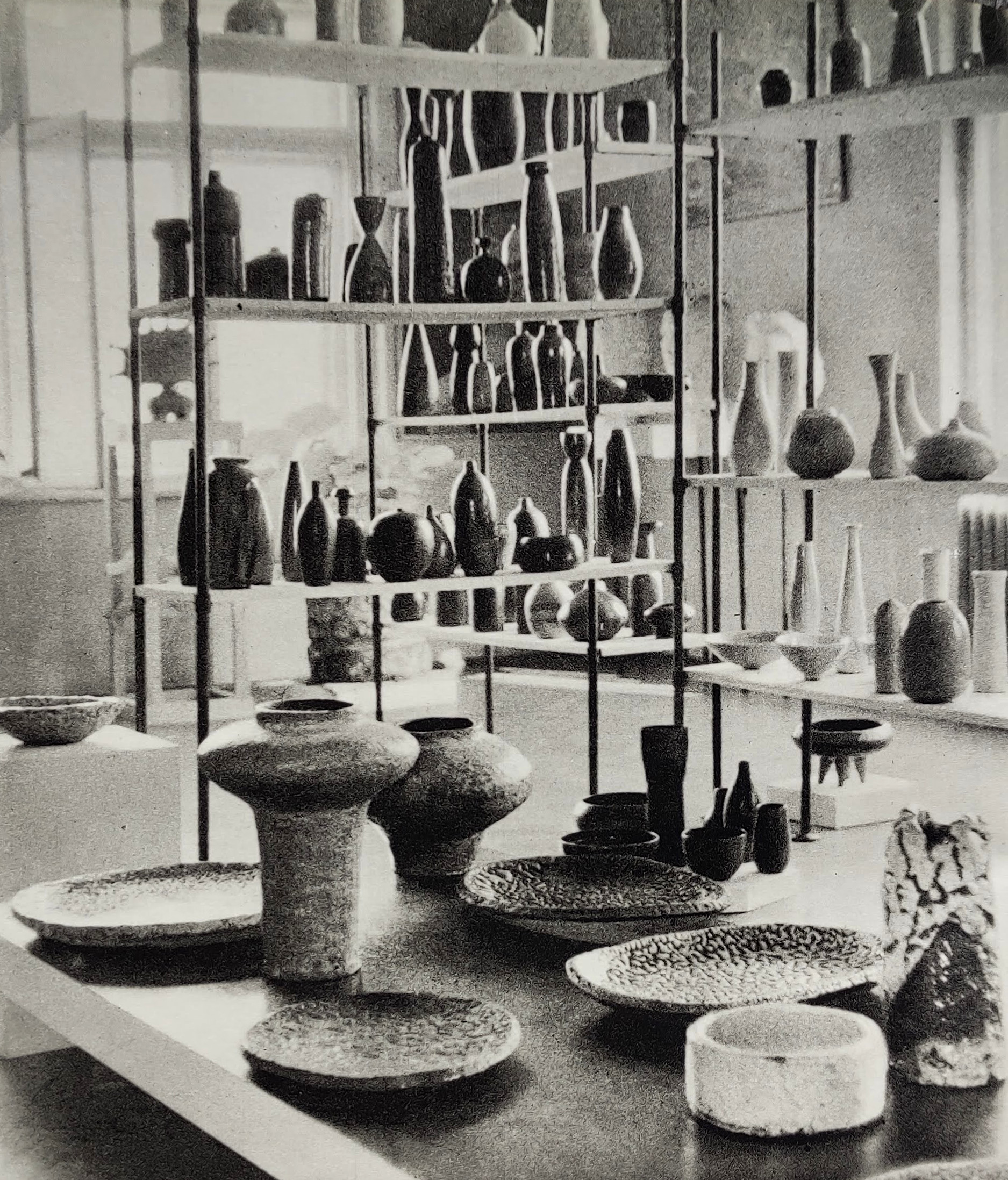
ASP, keramika
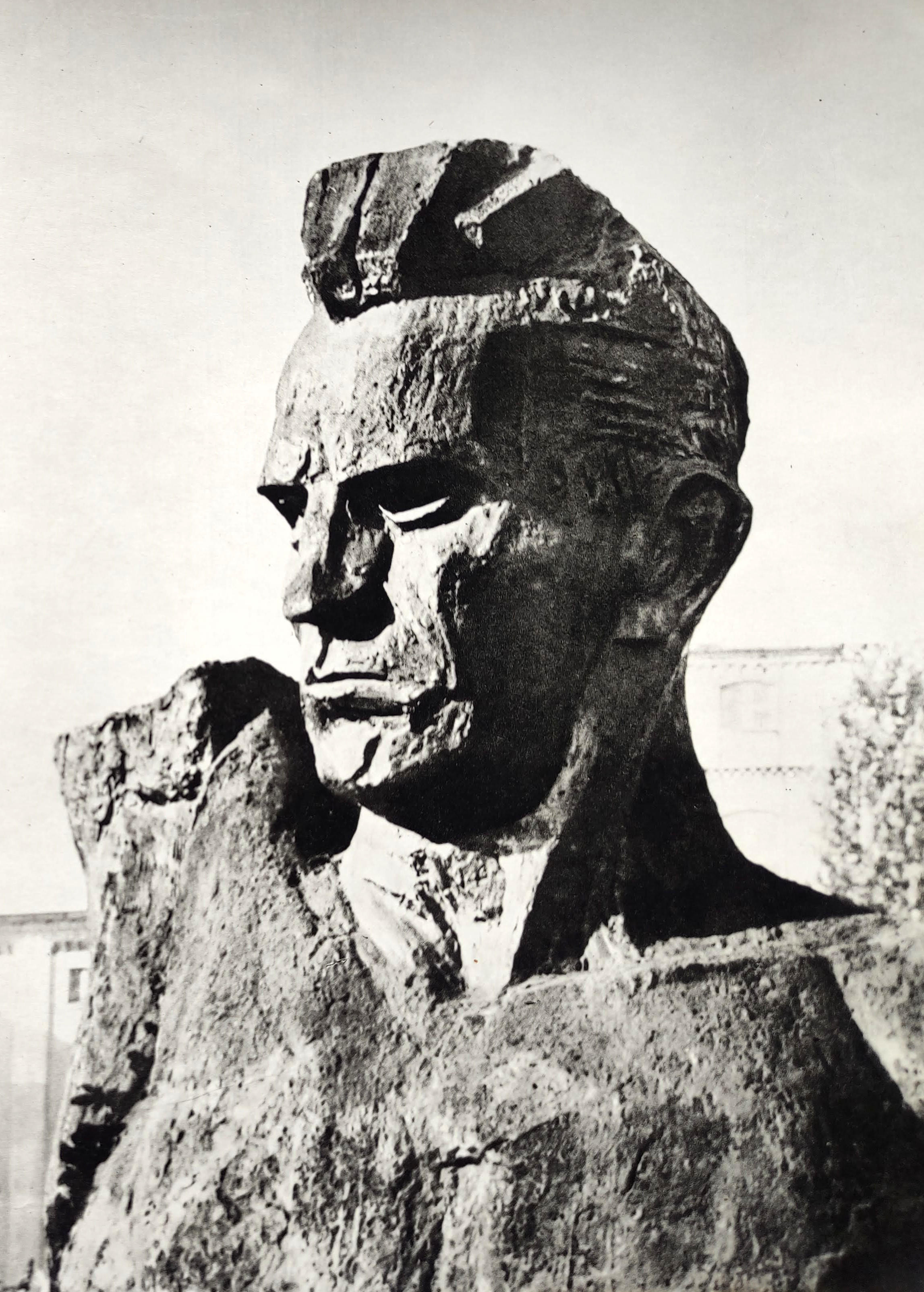
ASP Dunikowski Robotnik
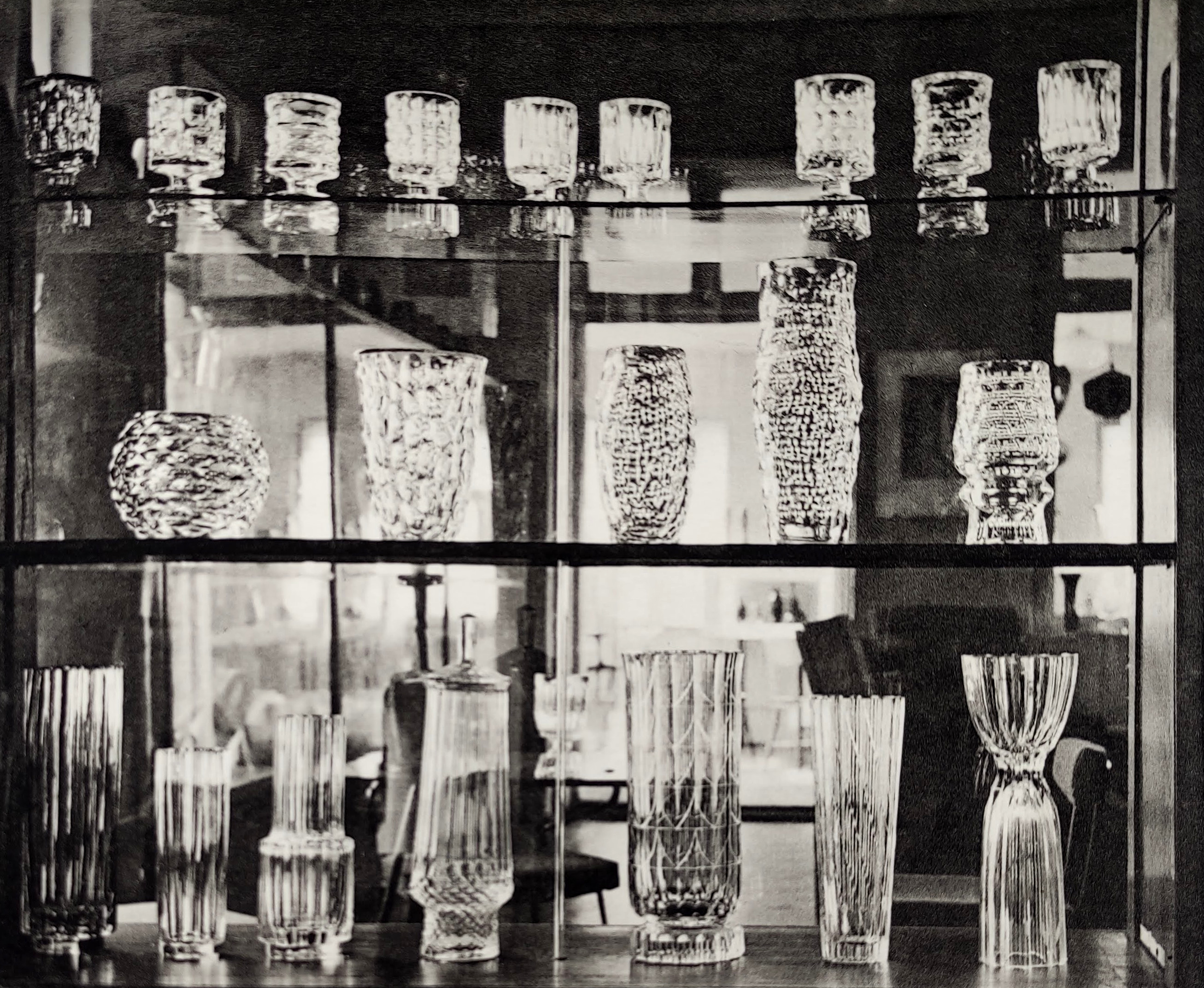
ASP Naczynia krysztalowe
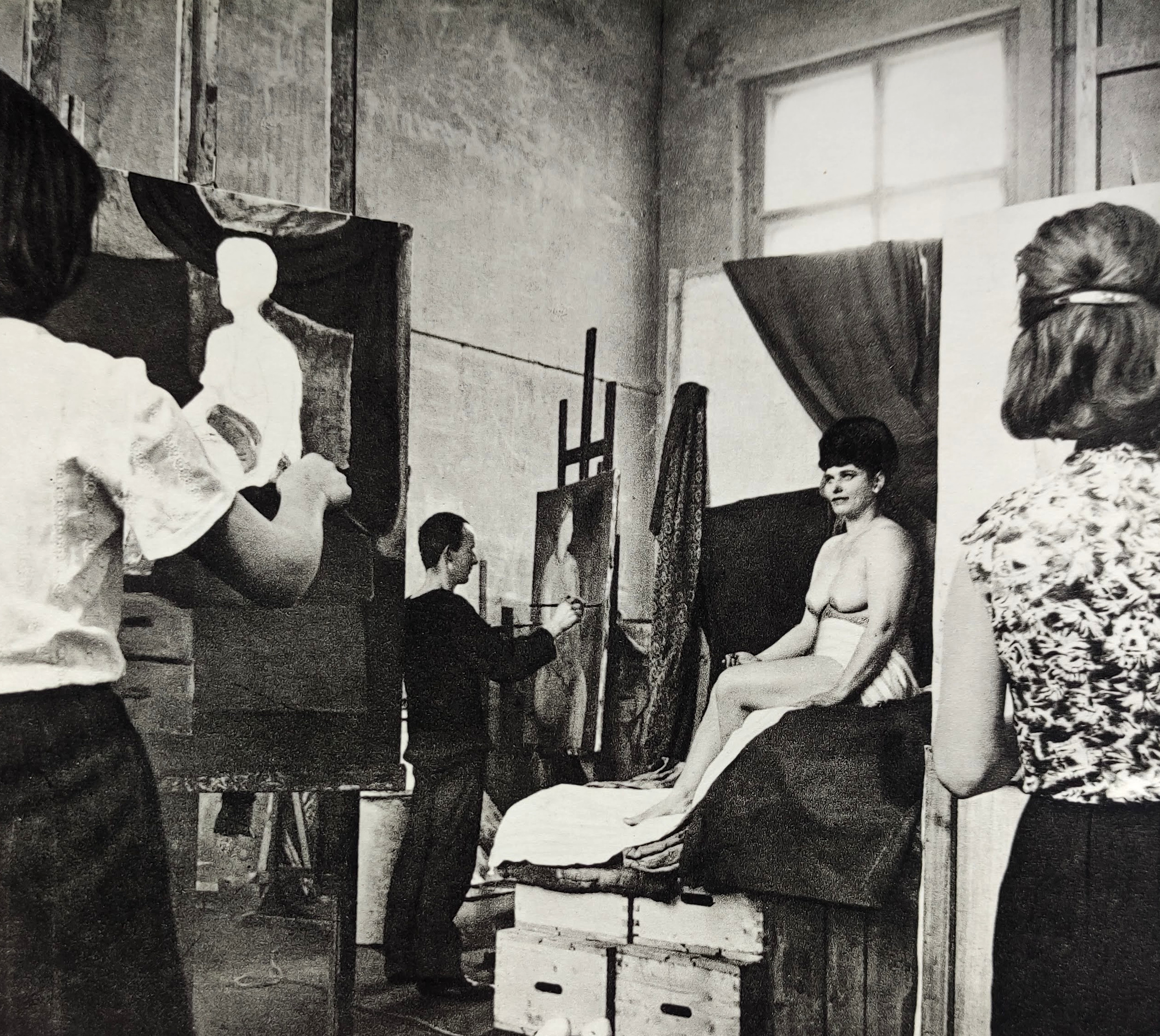
ASP pracownia malarska
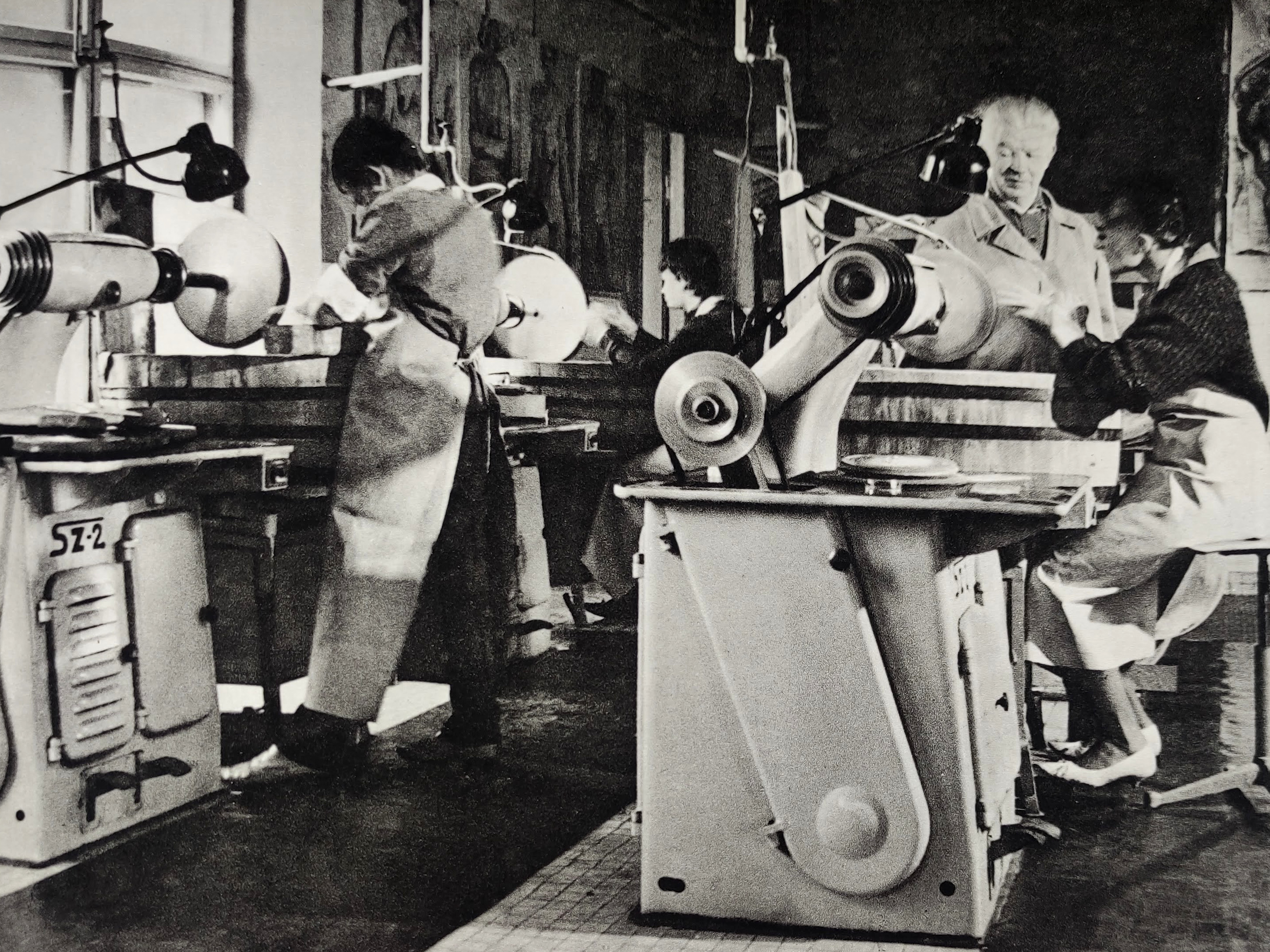
ASP pracownia obrobki szkla
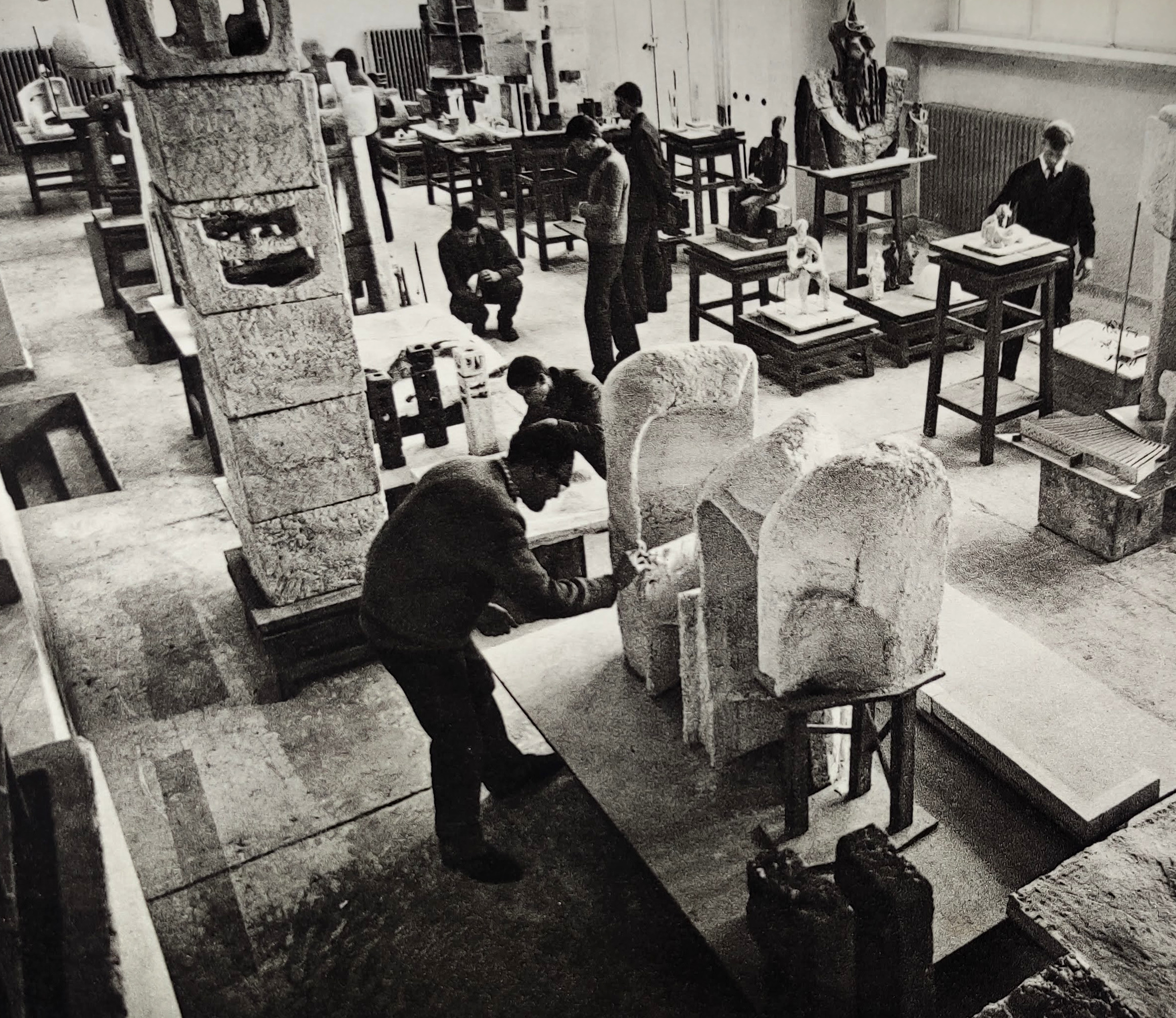
ASP pracownia rzezby
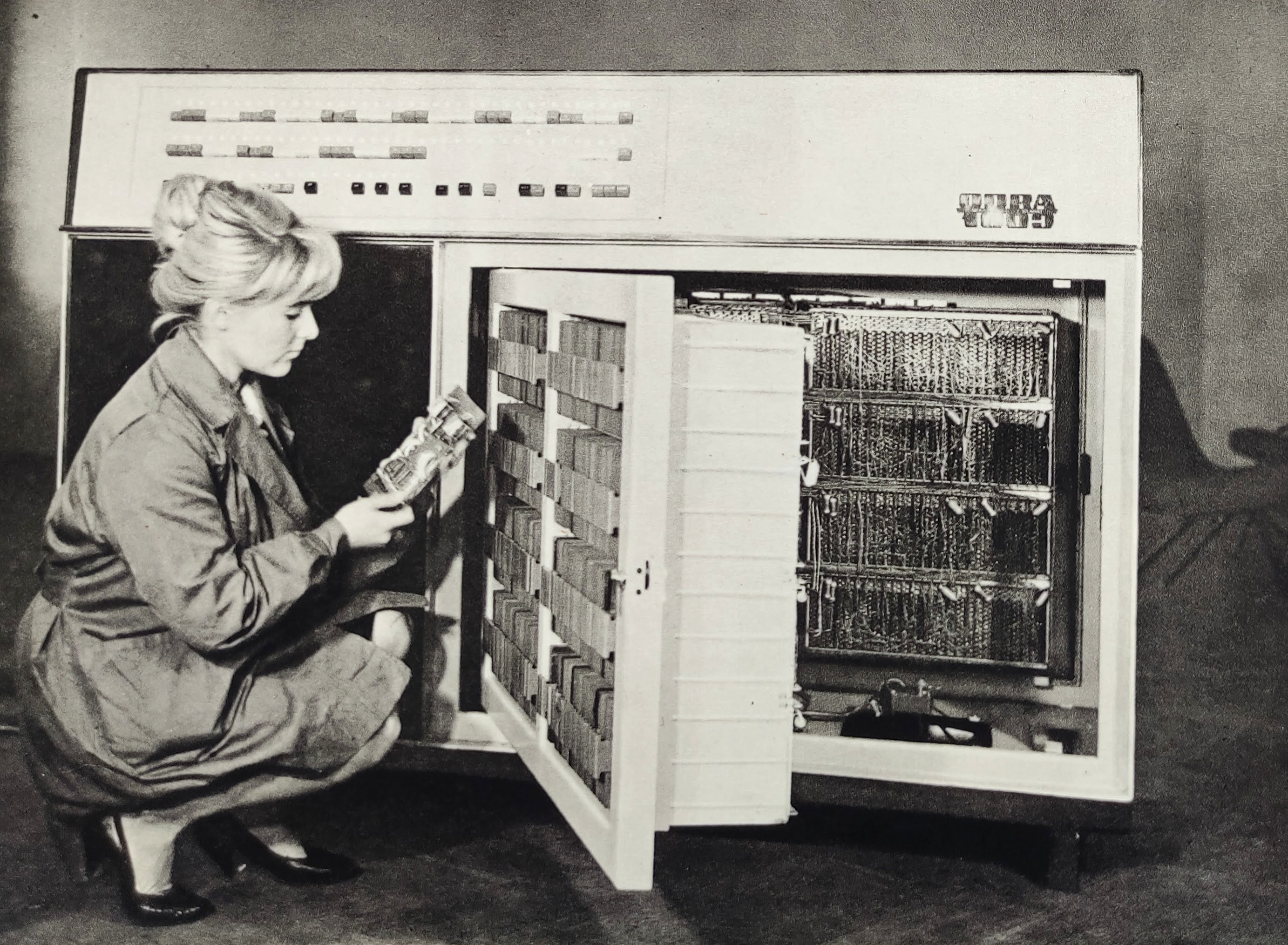
Elwro Odra 1003 zdjecie
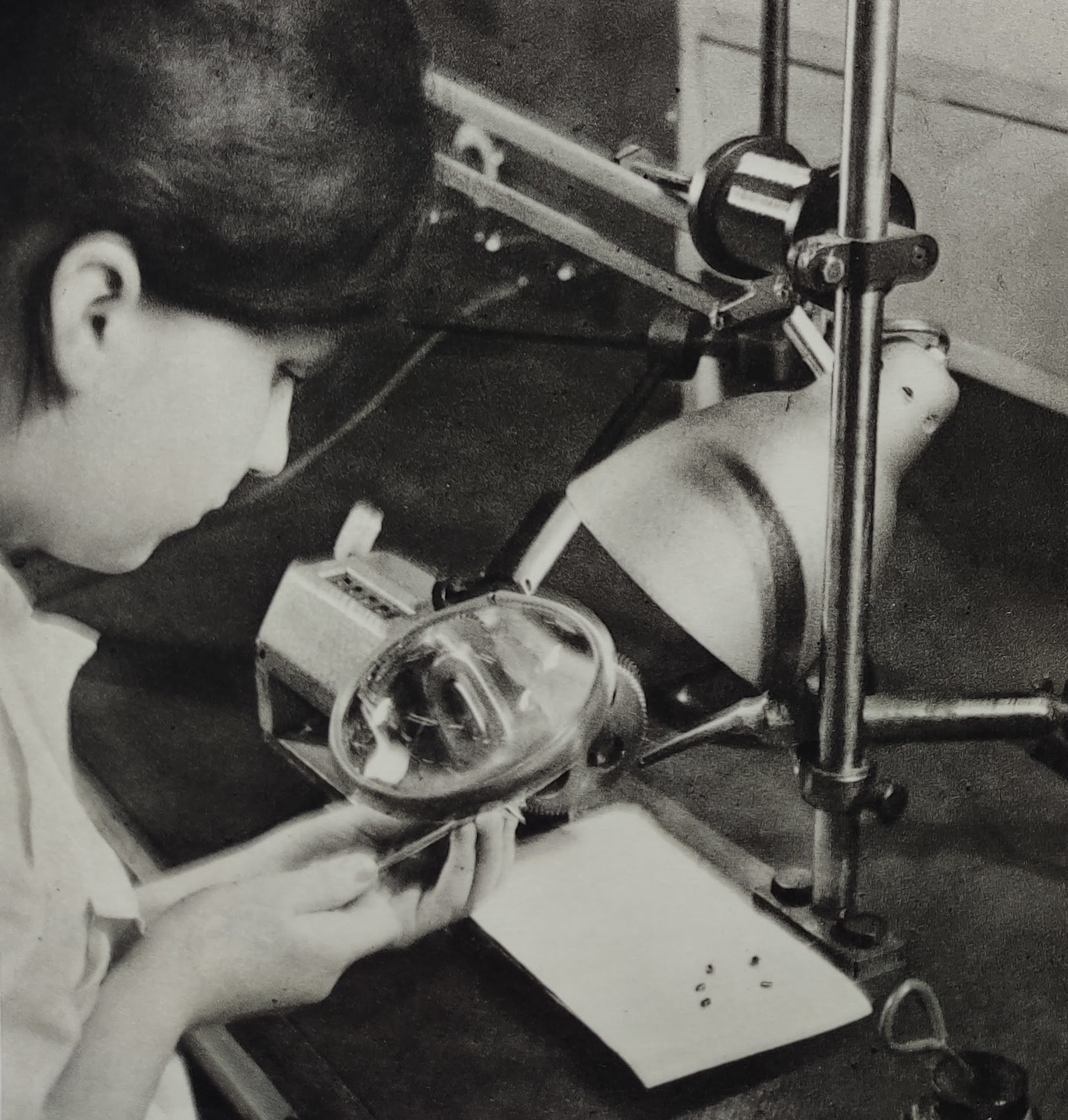
Elwro podzespoly maszyn cyfrowych
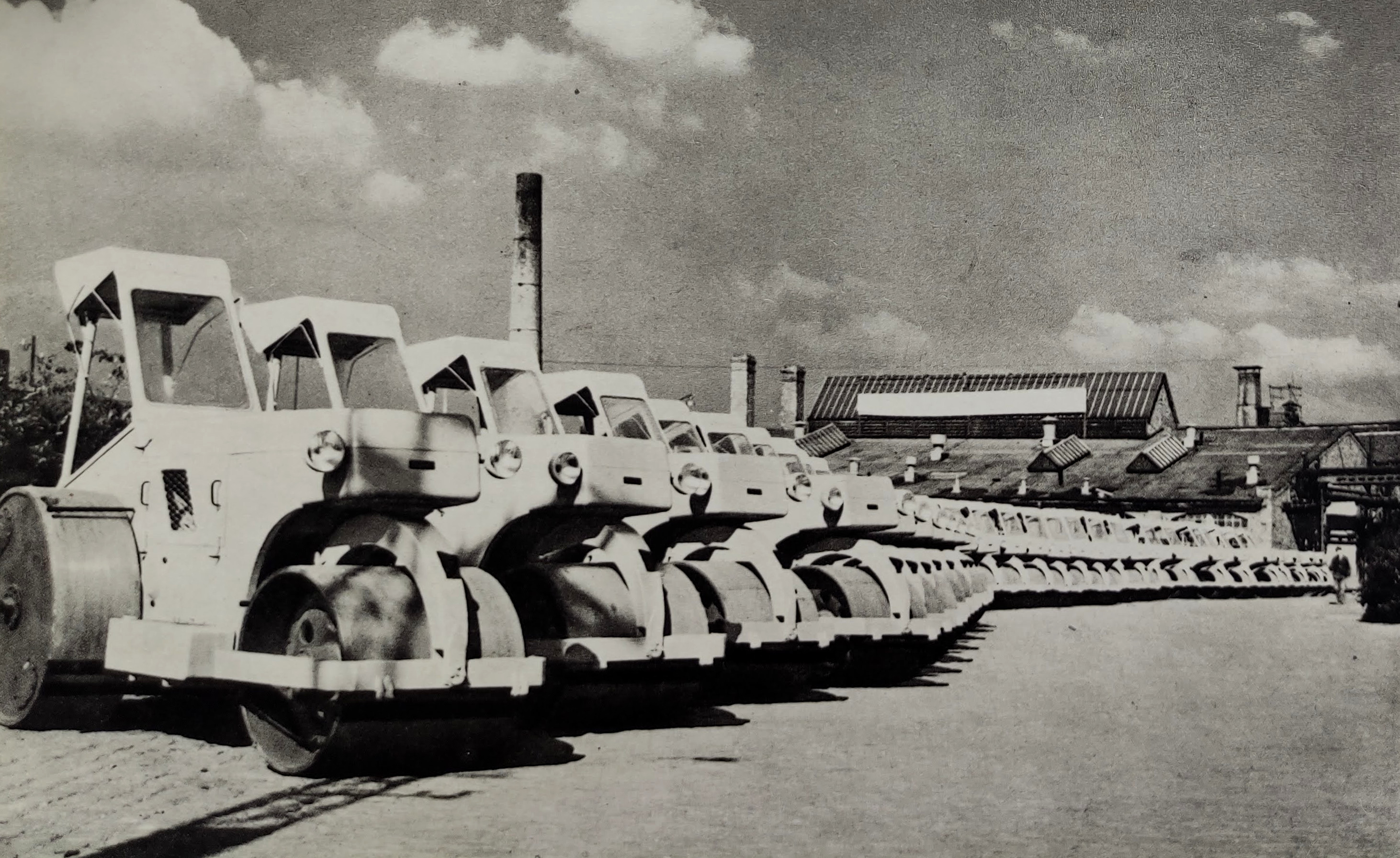
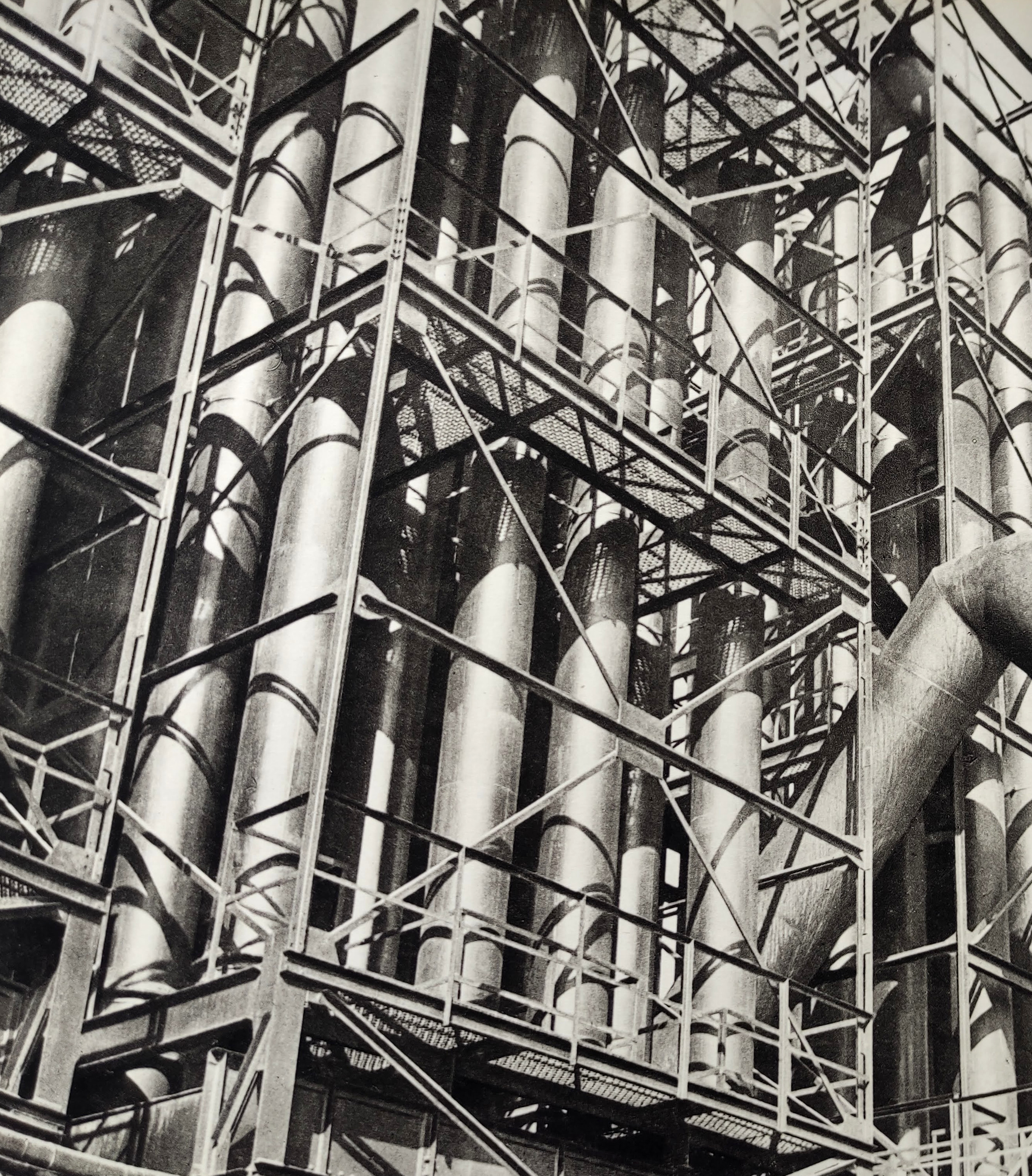
HUTMEN chwytacz pylow
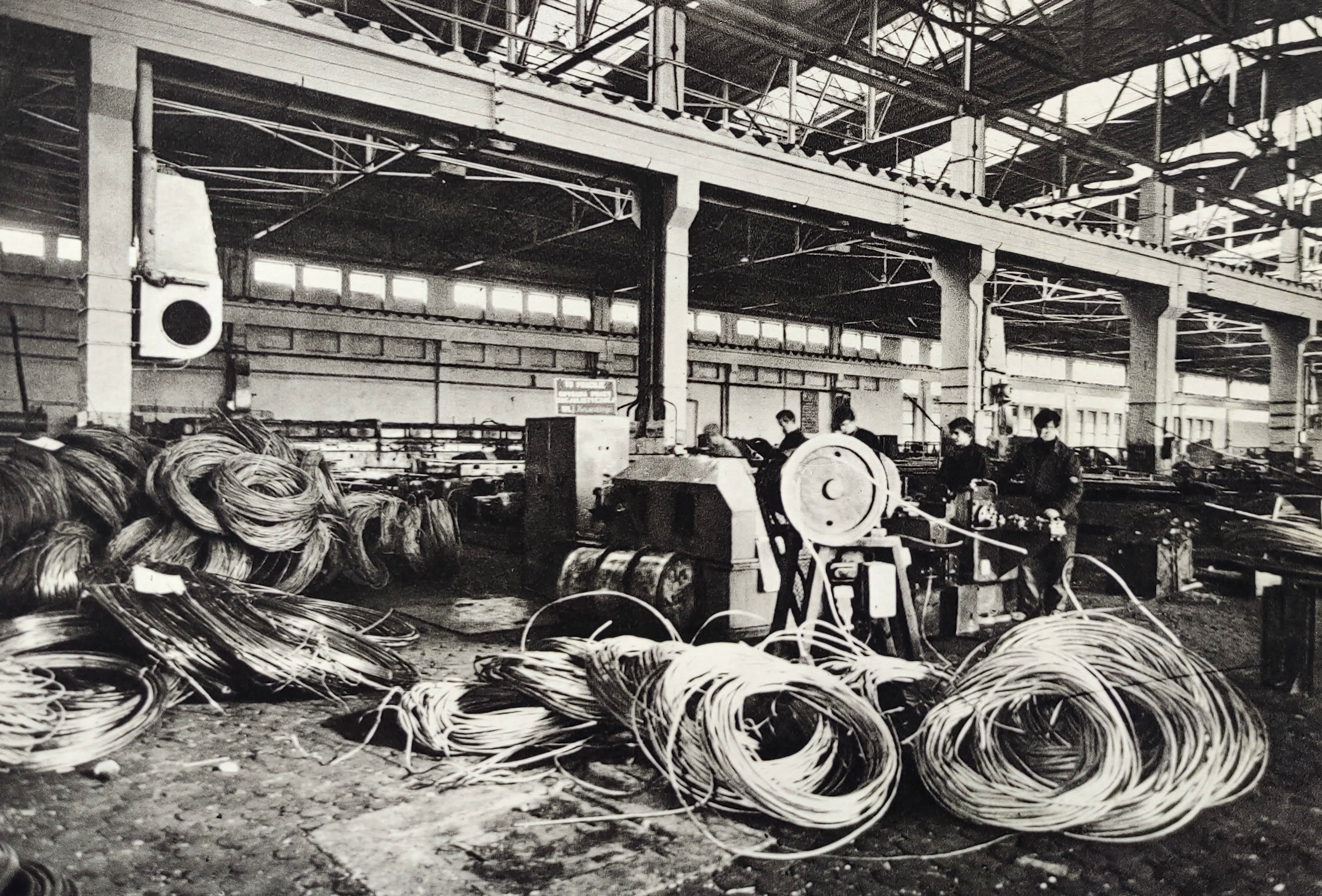
HUTMEN obrobka metali kolorowych
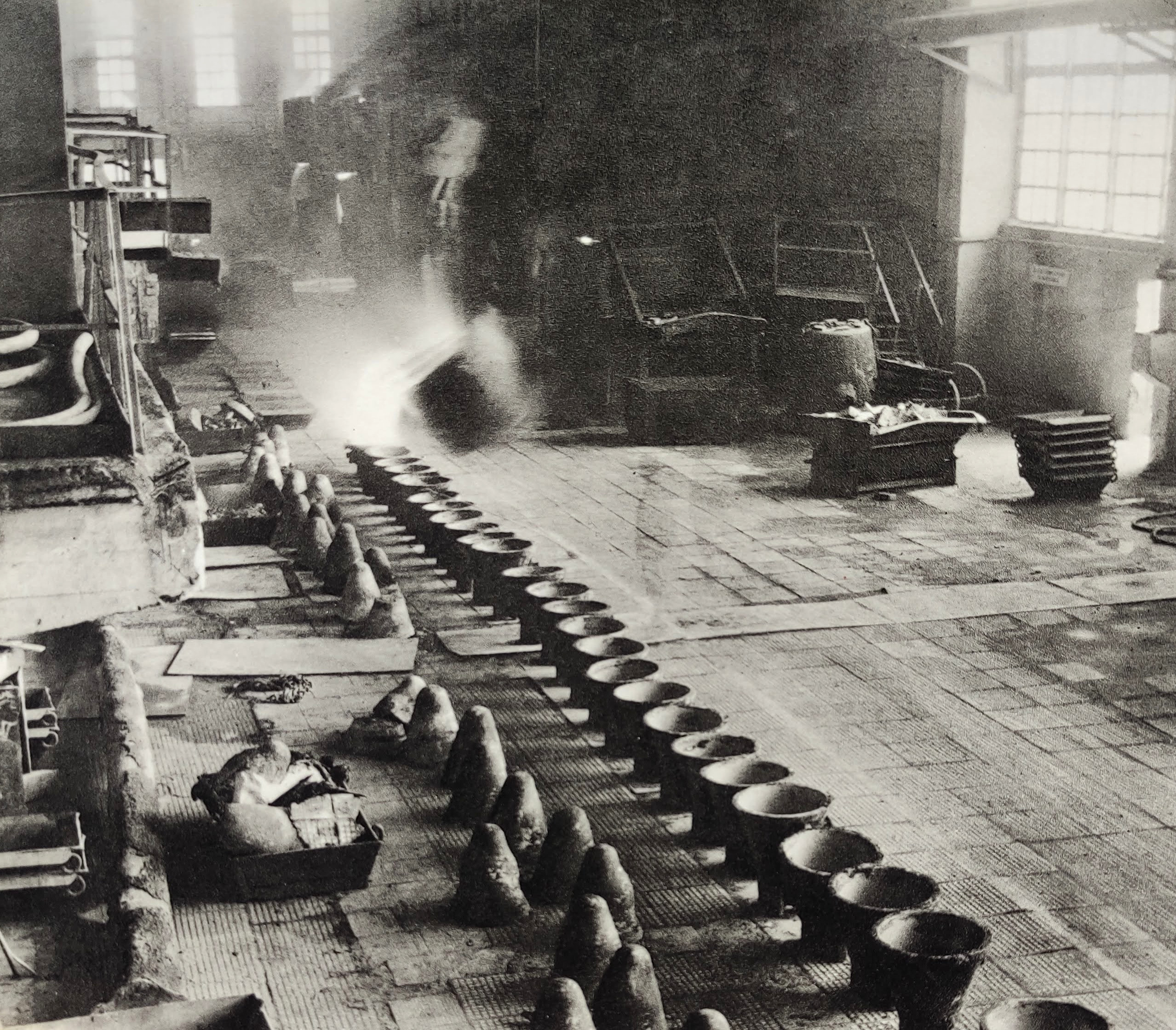
HUTMEN spust miedzi
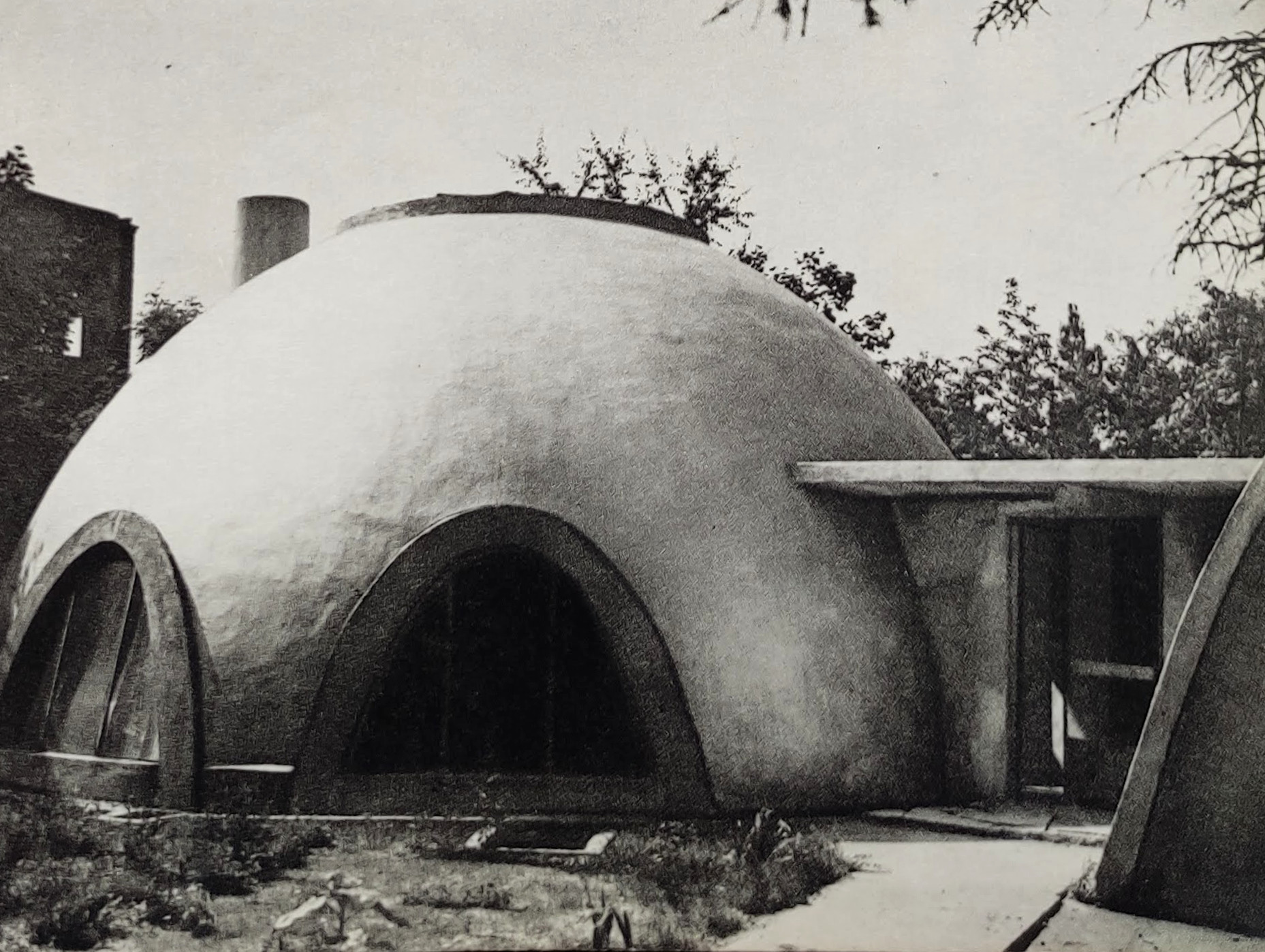
Igloo Lipinskiego
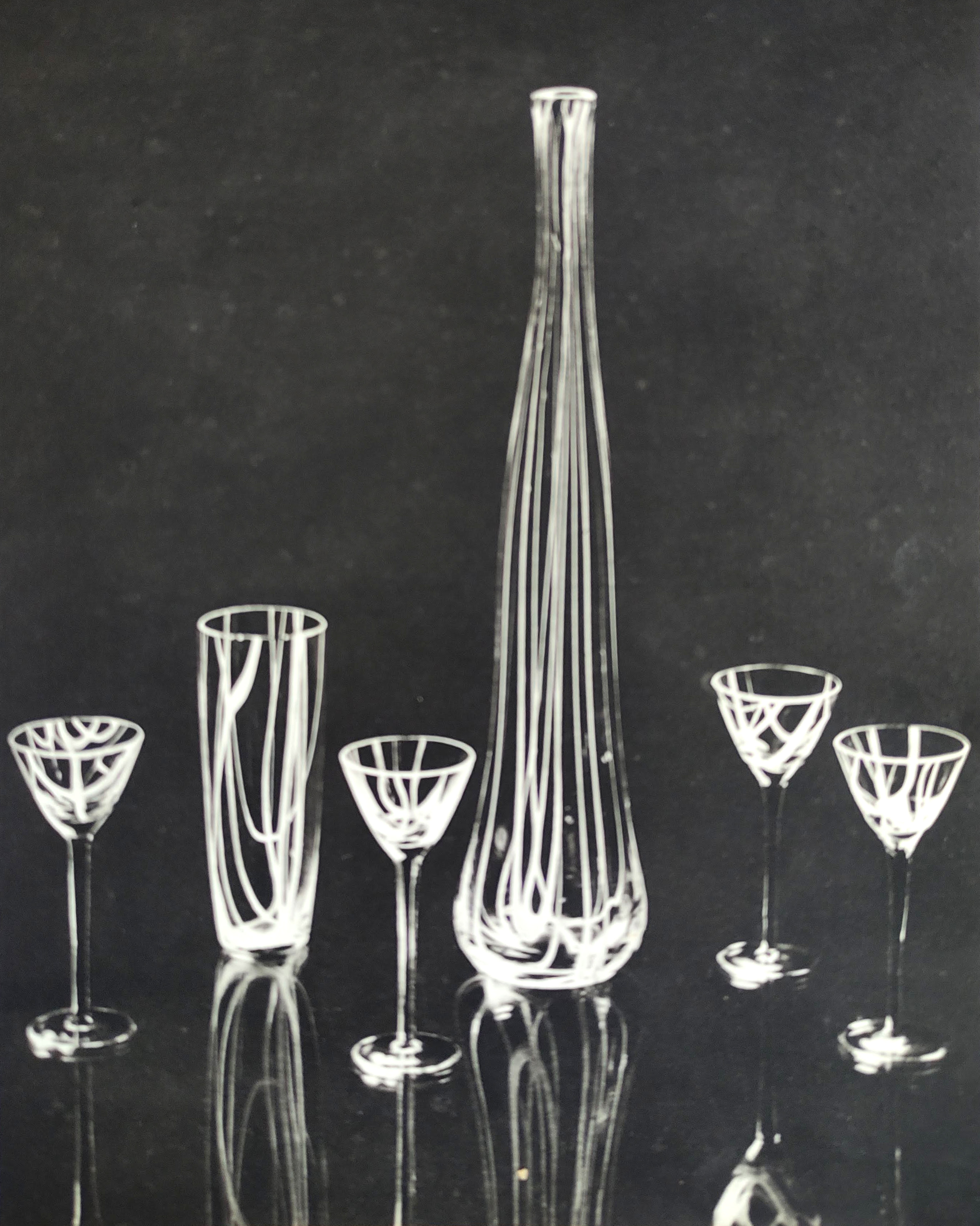
Regina Włodarczyk-Puchała
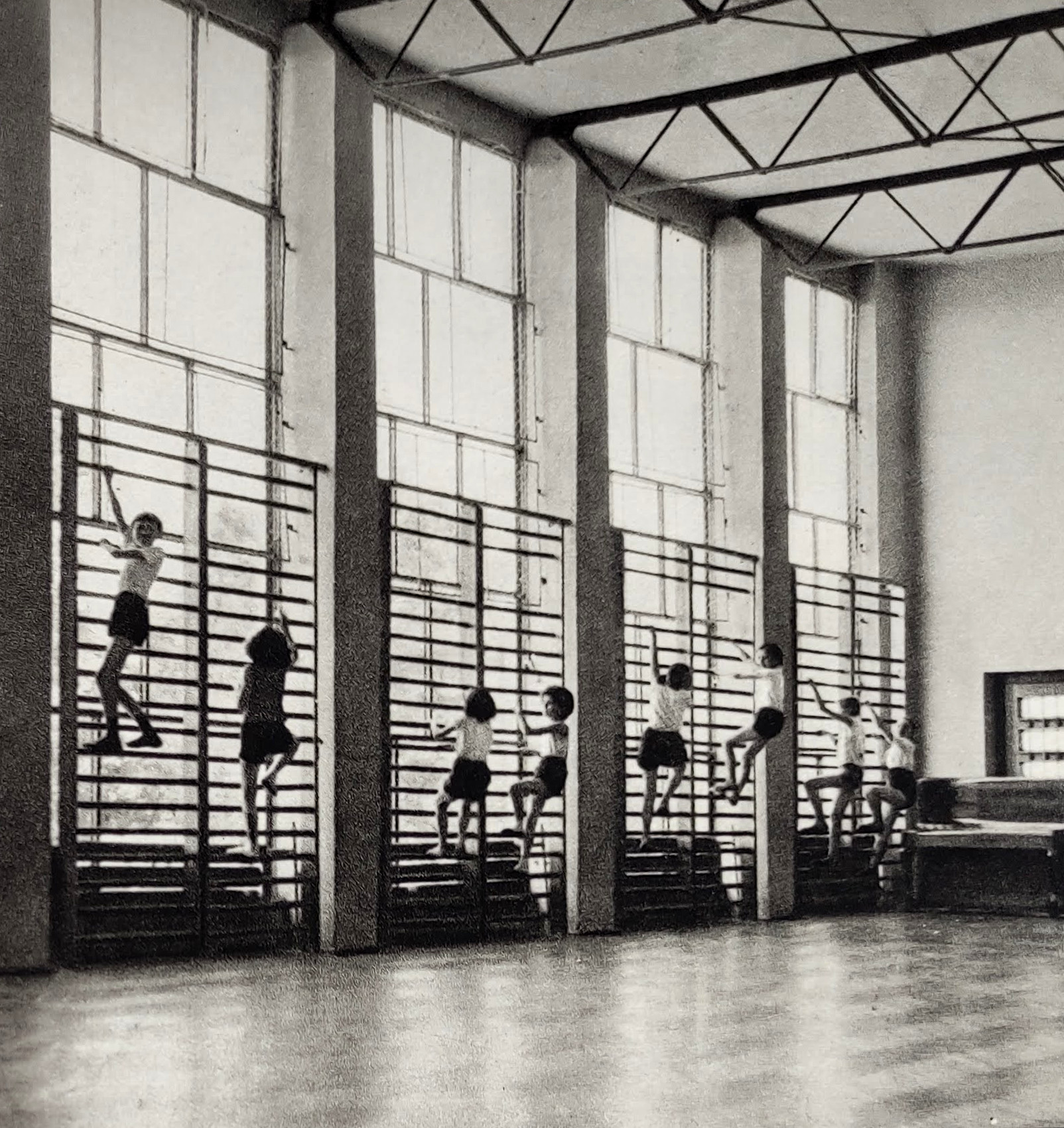
Ulica Blacharska szkola sala
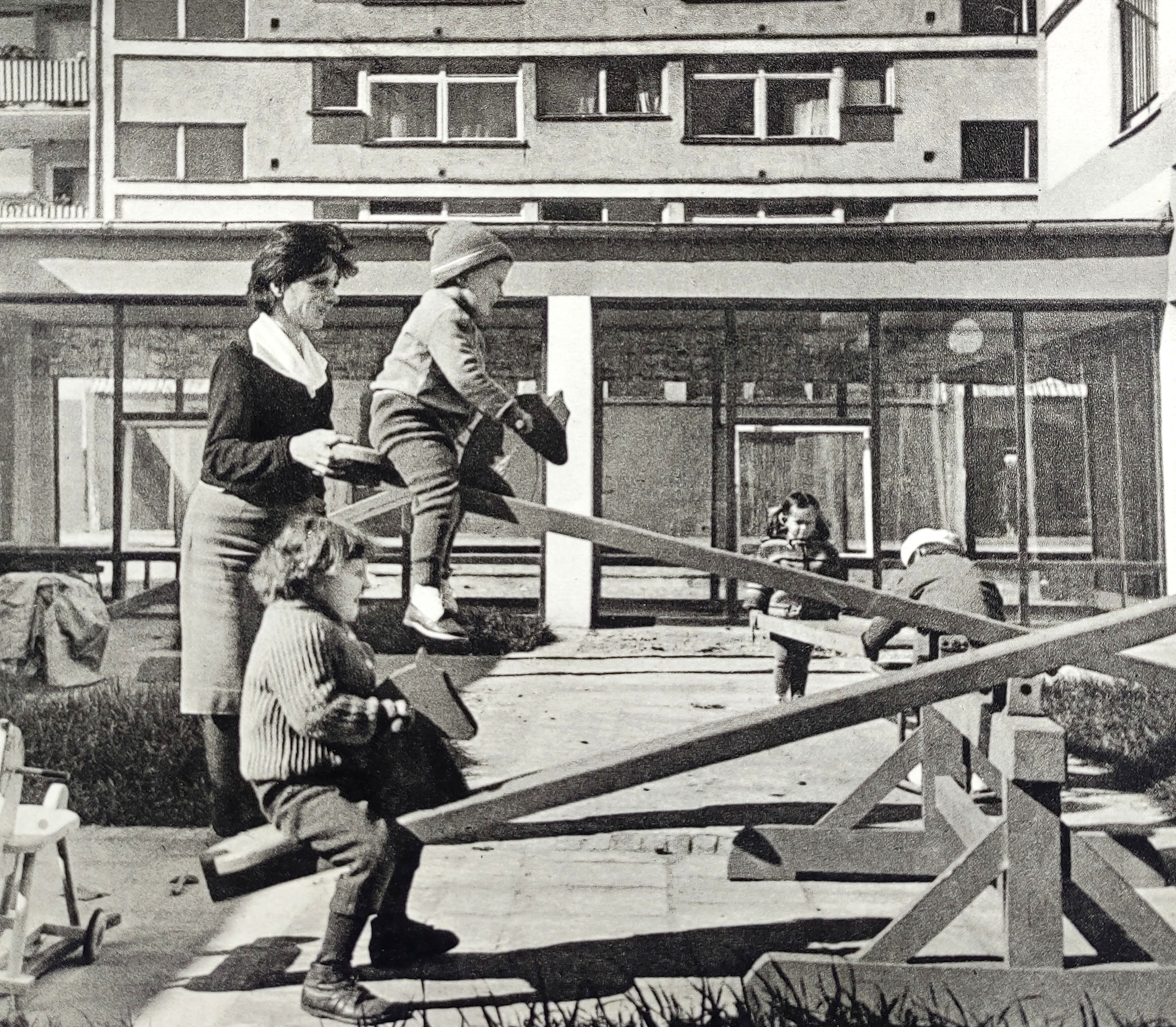
Ulica Nozownicza przedszkole patio
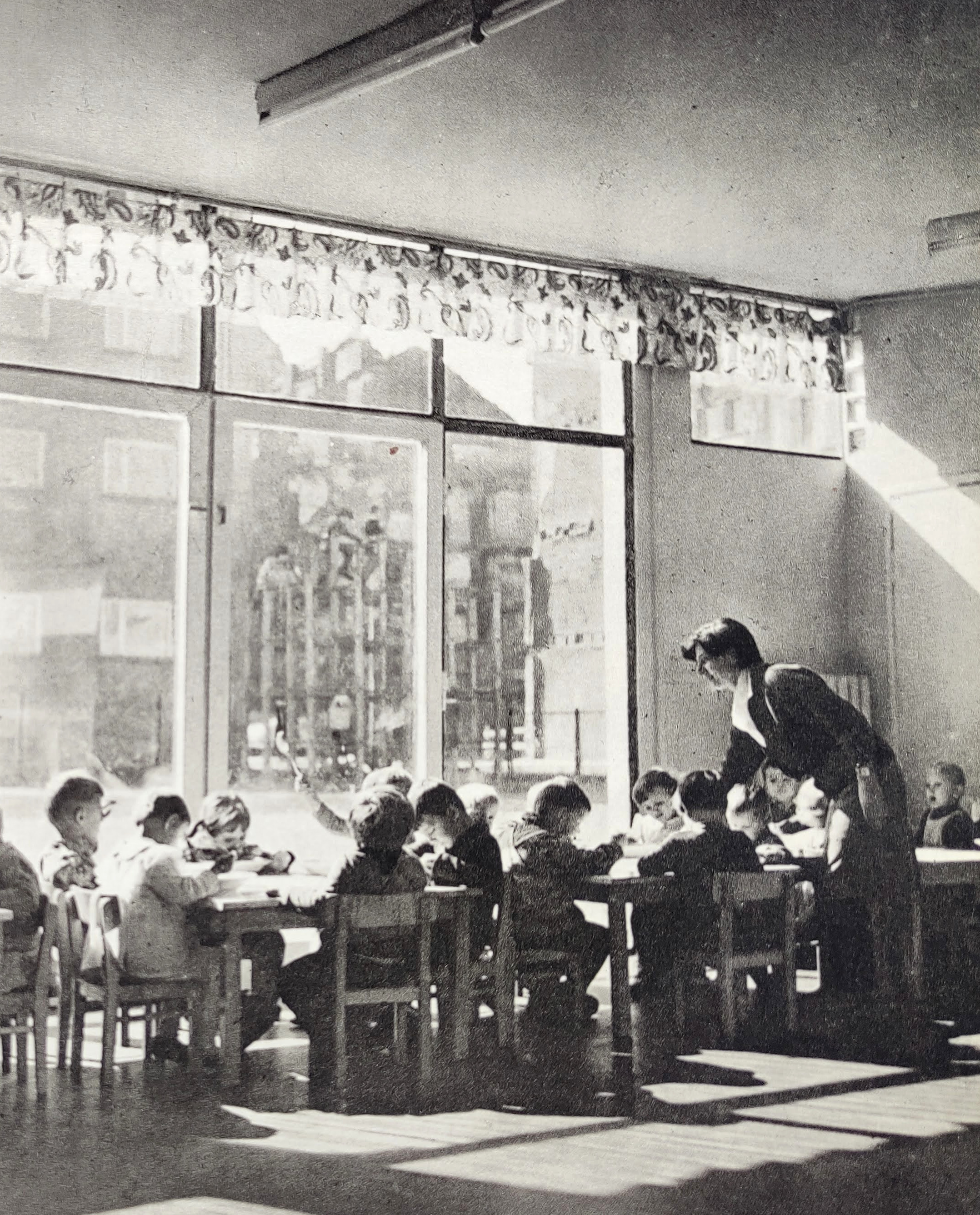
Ulica Nozownicza przedszkole
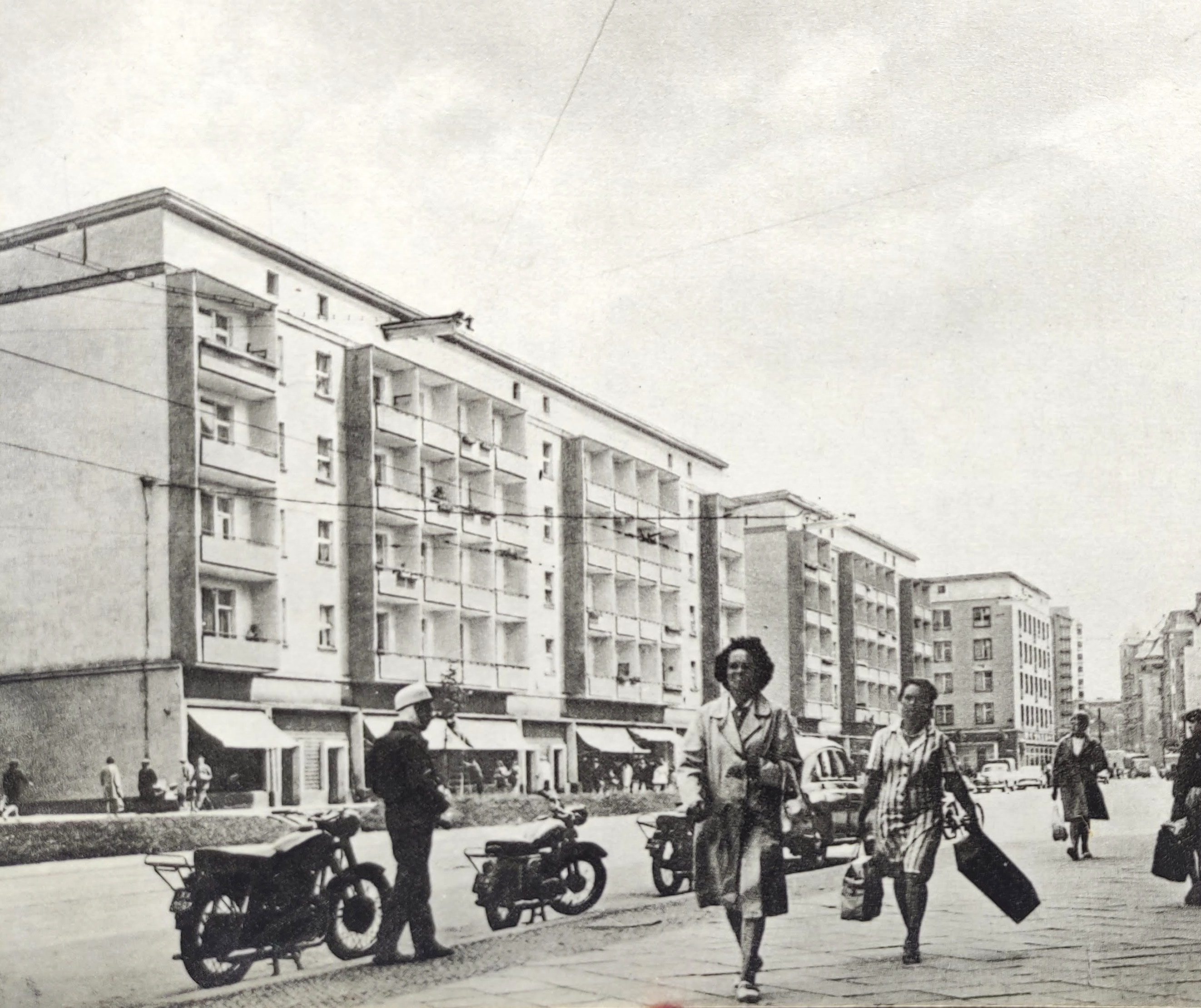
Ulica Pilsudskiego
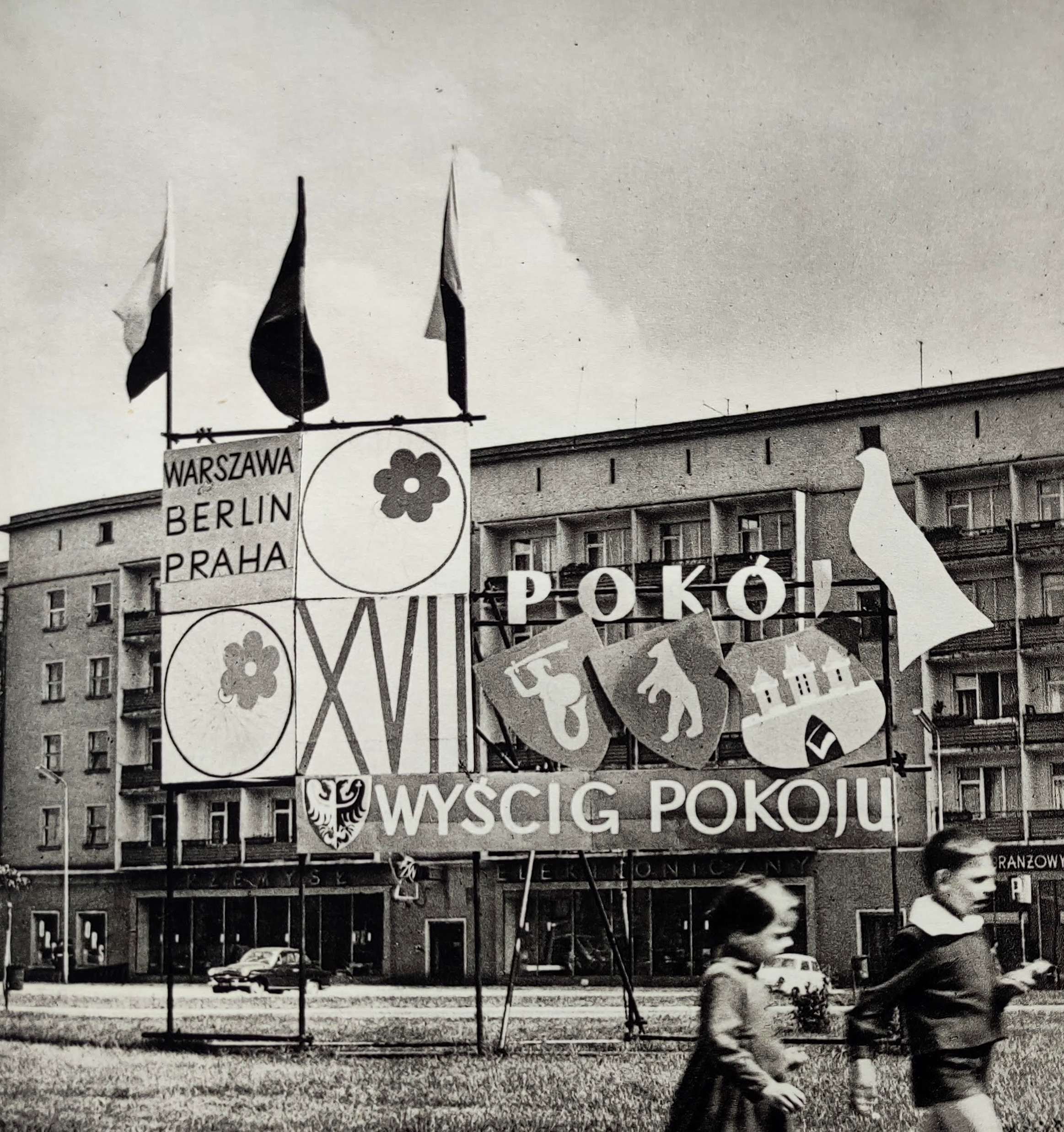
Wroclaw Wyscig Pokoju
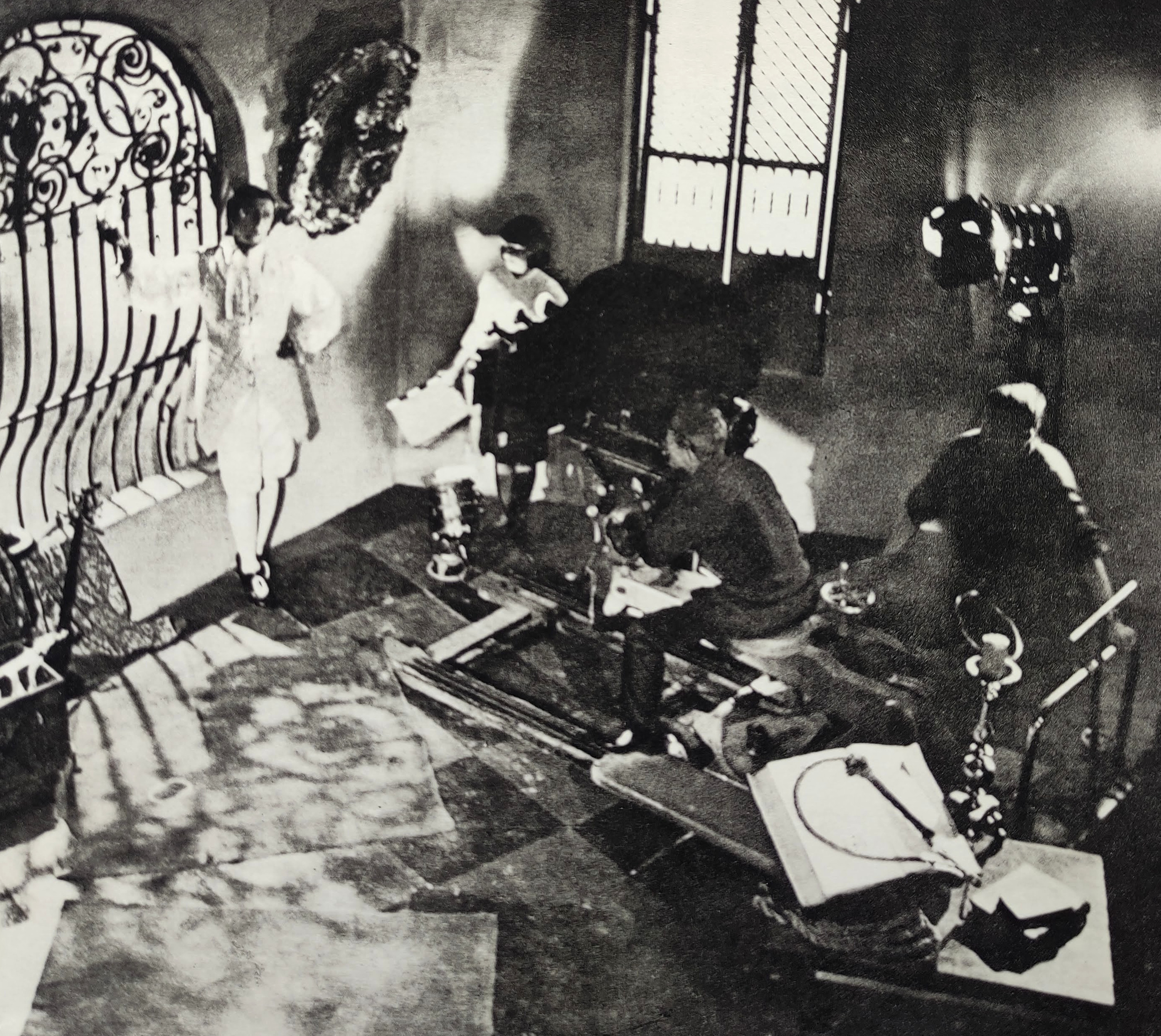
Wroclawska Wytwornia Filmow Fabularnych
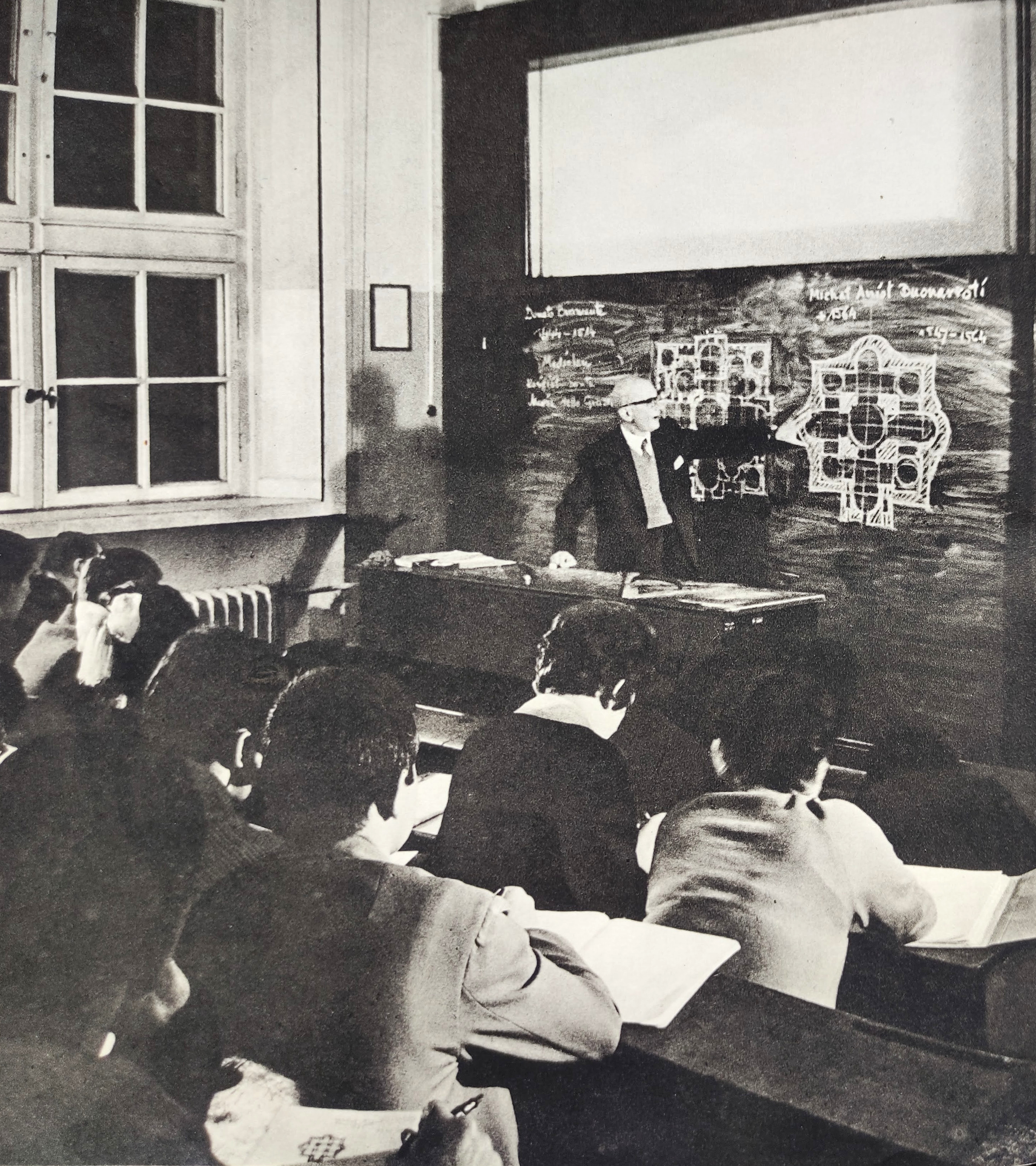
Wydzial Architektury wyklad